# 전사적 품질 경영
전사적 품질 경영(Total Quality Management, 줄여서 TQM) 또는 종합 품질 관리란 기업 활동의 전반적인 부분의 품질을 높여 고객 만족을 달성하기 위한 경영 방식이다.
기존의 품질 관리는 주로 제품과 서비스에 대한 관리였으나, TQM에서는 조직 및 업무의 관리에도 중점을 두어 구성원 모두가 품질 향상을 위해 노력하여야 한다.제품 및 서비스 생산과정 개선, 지속적인 종업원 교육, 바람직한 기업 문화 창출, 미래 경영 환경 대비, 신기술 개발 등을 통해 경쟁력을 높이고 장기적인 성장을 도모할 수 있다.
지난날 우리산업에서 전개된 종합적 품질관리(TQC)활동을 회상하여 보건대, 대부분 외형적인 겉치레나 현장의 분임조활동에 치중되었으며 그나마 품질관리 활동은 품질과 관련된 특정 집단에서만 이루어졌다. 조직의 모든 구성원들이 품질관리활동에 참여한다고 해서 그것만으로 종합적 품질관리의 목표가 달성되는 것은 아니다. 구성원 자신이나 구성원 각자가 행하는 특정 부문 중심의 품질개선 활동은 조직 전체에서 볼 때 유효성이 떨어지기 쉬운 것으로서, 조직의 공동목적 달성을 위해서 전체 구성원의 결집된 노력으로 품질경영 활동이 전개되는 전사종합적인 품질경영이 필요한 것이다.

## 개요
WTO의 출범, 정보화, 소비자의 다변화 등으로 기업환경의 경쟁은 더욱 더 심화되고 있다. 즉 고객들은 평균적 수준의 품질성능을 거의 받아들이지 않거나, 묵인하지 않으므로 오늘날의 경영자들은 제품과 서비스 품질을 개선하는 것을 그들이 최우선으로 해야 할 직무라고 인식함으로써 품질이 경쟁의 중요한 도구가 되고 있다.
품질이란 제시하고 있거나 또는 의미하고 있는 욕구를 만족시킬 수 있는 제품이나 서비스의 능력에 영향을 미치는 어떤 제품이나 서비스의 특성 및 특징의 전부를 의미한다고 정의된다. 이러한 정의는 분명히 품질을 고객집중적으로 정의한 것으로서, 제조업자의 제품과 서비스가 고객의 기대사항을 충족하거나, 초과하는 경우에 기업들이 품질을 제공하였다고 말할 수 있다.
최고의 품질을 가진 제품이나 서비스를 생산·제공하는 기업들은 불량품을 찾아내는 검사과정을 품질관리라고 인식하지 않고, 제품의 생산에 관련된 모든 분야에서 품질을 개선하려고 노력하고 있다. 즉 전통적인 생산라인의 품질관리 개념을 떠나서 통합적·전사적으로 품질을 개선하려는 관리활동을 하고 있다.
전사적 품질경영(TQM：total quality management)이란 재화나 서비스를 전달하는 데 연관되는 모든 사업과정을 계속적으로 향상·개선함으로써 고객들은 만족스럽게 하는 데 조직이 전체적으로 관여하는 것이다. 여기에서 전사적이란 것은 통합적인 개념으로서 종업원, 협력업체(원료공급업자, 중간상 등), 고객 등 모든 구성원과 생산, 마케팅, 기술개발, 디자인, 구매, 물류 등 모든 기능부서가 참여하는 것을 의미한다.
따라서 TQM을 실천하는 조직체들은 모든 구성원들로 하여금 그들이 처음부터 발생하지 않도록 하기 위해 더욱더 잘 할 수 있는 방법을 계속적으로 추구하도록 한다. 그러므로 고객을 만족시키거나 기쁘게 하는 것은 그들의 현재 직무를 잘 하는 것뿐만 아니라 작업과정을 개선하기 위한 방법을 개별적으로 또한 공동으로 추구하는 것을 요구한다.

## 개념
조직에서 산출하는 재화 및 서비스의 품질을 향상시키기 위해, 조직 내의 전체 구성원이 참여하여 업무수행 방법을 개선하는 조직운영 방식을 말한다. 1920년대 미국에서 창안된 총체적 품질관리 제도는 2차 대전 중 미국과 영국의 방위산업체에 적용되었으며, 전후 일본의 복구사업에 도입되기도 하였다. 민간기업체에 크게 확산된 총체적 품질관리는 오늘날 정부 부문에도 많은 영향을 미치고 있다. 총체적 품질관리는 전통적 관리 방식과 달리, 고객의 필요에 따라 목표를 설정하는 고객중심주의를 지향하고, 전체 구성원의 자발적 참여에 의해 지속적인 개혁을 추구하며, 집단적 과정을 통해 문제해결을 추구한다는 특징을 지닌다.

## 정의[1]
국제품질경영 규격인 ‘ISO 9000 시리즈’를 제정하여 오늘날 품질경영의 이슈를 제기한 ISO(국제표준화기구)에서는 품질경영(QM)을 “품질방침, 목표 및 책임을 결정하고 품질시스템 내에서 품질계획, 품질관리, 품질보증, 품질개선과 같은 수단에 의해 이들을 수행하는 전반적인 경영기능에 관한 모든 활동”이라 정의하였다.
총체적 품질경영(TQM)은 “품질을 중심으로 하는 모든 구성원의 참여와 고객만족을 통한 장기적 성공지향을 기본으로 하며 아울러 조직의 모든 구성원과 사회에 이익을 제공하는 조직의 경영적 접근”이라고 정의할 수 있다.
이들 정의에서 볼 때, 품질경영은 일본의 ‘종합적전사적 품질관리’ 개념과 일치하는 것이며, 총체적 품질경영은 종합적 품질관리를 바탕으로 기업문화에 혁신을 통한 구성원의 의식과 태도 등에 중점이 두어진 것으로 볼 수 있다.
이상 총체적 품질경영은 최고경영자의 리더십 아래 품질을 최우선 과제로 하고 고객만족을 통한 기업의 장기적인 성공은 물론 기업구성원과 사회전체의 이익에 기여하기 위해, 경영활동 전반에 걸쳐 모든 구성원의 참여와 총체적 수단을 활용하는 전사종〮합적인 전략적 경영시스템이라 정의할 수 있다.

## 사상의 배경과 원칙[1]
총체적 품질경영의 배경과 목표 그리고 사상들을 토대로 하여 총체적 품질경영의 실천원칙을 간단히 제시하면 다음과 같다.
1. 고객에 초점을 둔다.
2. 결과뿐만 아니라 과정도 중시한다.
3. 검사보다는 예방에 치중한다.
4. 구성원의 참여를 토대로 그들의 창의력과 전문기술을 동원한다.
5. 사실에 입각한 의사결정을 행한다.
6. 피드백에 의한 지속적 개선을 추진한다.

이들 원칙을 준수하여 총체적 품질경영 활동으로 달성할 수 있는 사업목표와 예상성과들을 열거하면 다음과 같다.
1. 운영효율과 수익성 증대
2. 기업문화와 구성원 행동의 변화
3. 불량과 낭비의 예방
4. 고객의 만족
5. 시장점유율의 유지와 증대
6. 제품사업의 우위성 성취
7. 조직구성원의 잠재력 함양
8. 제품서비스의 품질, 제품안전, 신뢰성 향상
9. 개인기업사회 손실을 최소화
10. 안전건강환경의 개선
11. 각 개인의 인성창의력 향상과 혁신

## 월마트의 운영원칙[1]
월마트는 구성원의 개발과 능력 발휘를 중시하여 성공하였다. 월마트의 연 평균 15%라는 기록적인 성장비결은 신속하게 움직이는 유통시스템으로 틈새시장을 공략한 것인데, 최고경영자의 강력한 리더십 아래 종업원의 강한 협동으로 이루어졌다. 월마트의 운영방칙은
- 고객의 기대 충족
- 경쟁자보다 낮은 원가/가격
- 동료들과의 이익/정보 공유
- 동반자들의 강한 동기부여

등으로 꼽을 수 있는데, 이것들이야 말로 총체적 품질경영의 원칙이라 할 수 있는 것들이다.

## 목표와 구성요소[1]
총체적 품질경영에서는 전통적으로 매출을 늘리고 시장점유율을 증대하기 위한 계획보다는 고객의 기대에 부응하여 그들이 만족할 수 있는 세세한 목표를 제시하고, 구성원들에게는 충분한 권한을 부여하는 것을 중요시한다.
총체적 품질경영에서는 모든 고객의 요구보다 좋은 품질, 저렴한 가격, 신속한 납기 등을 충족시키는 전략을 수립하여 이를 실행하도록 시스템이 통솔되며 지속적인 개선활동이 수행된다.
총체적 품질경영의 궁극적 목표는 고객만족이며 이를 위해 조직의 모든 구성원과 자원들을 결집한 품질시스템으로 지속적인 품질개선활동이 전개된다. 즉 조직의 결집된 노력을 바탕으로 하여 품질 및 서비스를 혁신하여 고객만족도를 극대화함으로써 기업의 경쟁적 우위를 확보하는 것으로, 이를 위해서는 다음의 다섯 가지 필수요소에 초점을 맞추어야 한다.
1. 고객: 고객의 만족도가 TQM의 실행결과인 동시에 목표이다.
2. 종업원: 조직구성원 특히 종업원의 참여 없이는 목표의 효과적 달성은 어렵다.
3. 공급자: 원자재를 비롯한 자원들을 공급하는 공급자들은 품질수준에 영향을 주는 긴요한 조직구성원들이다.
4. 경영자: 조직, 구성원, 자원들을 결집하고 관리하며 이끌어 나가는 경영자의 의지와 역량이 총체적 품질경영의 성과를 좌우한다.
5. 과정/공정: 활동의 과정은 제품과 서비스의 품질납〮기원〮가에 결정적인 영향을 미친다.

총체적 품질경영은 고객만족을 목표로 시스템의 구성요소인 고객, 내/외부의 공급자, 경영자, 전 구성원의 참여, 체계적인 분석기법 등을 통하여 지속적인 품질개선활동을 전개하는 것으로 나타낼 수 있다.

## TQM의 성공 조건
TQM을 성공시키기 위해서는 다음과 같은 조건들이 필요하다.
① 최고경영자의 적극적인 의지와 참여가 필요하다. 그 이유는 제품이나 서비스의 품질은 경영전략에서 출발하고, TQM을 수행하기 위해서는 조직 내에 많은 변화가 일어나야 하기 때문이다. 이러한 경영전략을 수립하고, 조직내의 변화를 예측, 관리, 조직, 통제하는데 최고경영자의 의지와 참여가 필요적이다.
② 고객의 반응을 적극적으로 반영해야 한다. 즉 품질이 생산자에 의해서 평가되는 것이 아니라 소비자의 만족도에 의해서 평가되어야 한다.
③ 설계와 디자인단계에서부터 제품과 서비스의 품질이 충분히 고려되어야 한다.
④ 생산공정을 잘 설계하고 통제해야 한다.
⑤ 원료공급업자 및 협력업자를 TQM의 구성원으로 인식해야 한다.
⑥ 생산 후 고객에게 제품이 판매되고 도달되는 마케팅 과정과 물류과정에도 품질의 개념이 도입되어야 한다.
⑦ 각 종업원이 품질관리의 주체라는 생각 아래 종업원들을 품질개선에 참여하는 팀으로 구성해야 한다.
⑧ 성공한 기업들은 벤치마킹하고 끊임없이 품질개선 노력을 해야 한다.
그 밖에도 TQM을 활용하고자 하는 기업은 첫째, TQM으로 측정가능한 결과를 성취하기 위해서는 시간이 소요된다는 것이다. 즉 TQM은 계속적인 개선에 기초를 두고 있기 때문에 지속적인 과정이 되어야 한다. 둘째, 마케팅과 경영자의 노력이 조직체 자시이 아니라 고객에 집중해야 한다.
기업은 외적 마케팅을 반전시키기 위해서뿐만 아니라 내적 마케팅을 개선·발전시키는 데 많은 시간과 노력을 투자해야 한다. 그리고 내적 구성원들이 그들이 행하고 있는 것을 계속적으로 향상하기 위해서는 그들에게 권한이 부여되어야 한다. 즉 이것은 구성원들 자신의 직무, 근무장소 및 조직체 전체에 대한 의사결정이 구성원들이 관여할 수 있다는 것으로서, 그들이 필요하다고 생각하는 개선을 수행하기 위해서 그리고 고객을 만족시키는 조치를 취하기 위해서 권한을 필요로 하기 때문이다. 그리고 모든 수준에 있는 구성원들은 기업에 완전히 참여하기 위해서 권한, 정보, 지식 및 보상을 필요로 한다.

## 같이 보기
- 능력 성숙도 통합 모델
- 린 생산
- ZD 운동